# Karl Ludwig Giesecke
Karl Ludwig Giesecke (6 avril 1761, Augsbourg - 5 mars 1833, Dublin) est un naturaliste et un spécialiste de bryologie allemand ainsi qu'un acteur, librettiste, navigateur polaire, et minéralogiste. Son nom de naissance était Johann Georg Metzler. Plus tard, durant son séjour en Irlande, il s'est fait appeler Sir Charles Lewis Giesecke.

## Biographie
Son père était Johann Georg Metzler, un protestant qui était tailleur à Augsbourg. Sa mère s'appelait Magdalena Sibylla Götz. Il a fréquenté le lycée d'Augsbourg et a eu de bons résultats scolaires, comme cela résulte des commentaires qui nous sont parvenus, de son maître qui lui recommande d'entreprendre des études universitaires. Il a suivi à l'Université de Göttingen 1781-1784, des études de droit. Il a également développé une passion pour la minéralogie et assistait aux conférences du naturaliste Johann Friedrich Blumenbach.
En 1781, il a pris le pseudonyme sous lequel il est maintenant connu. Le changement de nom a été introduit pour cacher l'ascendance de Giesecke, qui a toujours refusé d'en parler. En fait, le nom original de Giesecke est resté inconnu jusqu'en 1910, lorsque le géologue danois K. J. V. Steenstrup (en) a découvert une lettre de 1810 adressée par sa sœur aux autorités danoises et demandant des nouvelles de son frère, alors Groenland. La lettre permet d'établir la relation entre Giesecke et les Metzler d'Augsbourg. Whittaker suggère qu'il a choisi "Giesecke" (également orthographié "Gieseke") à cause de son admiration envers le poète Nicolaus Dietrich Gieseke (de).

## Carrière au théâtre
En 1784, il a quitté l'université pour devenir un acteur itinérant, et a travaillé dans divers théâtres pendant une période de six ans. En 1789, il a été embauché au Theater auf der Wieden de Vienne, alors dirigé par Johann Friedel. Quand la compagnie d'Emanuel Schikaneder a repris le théâtre, Giesecke a été l'un des rares acteurs que Schikaneder a gardés dans sa troupe.
Comme le rapporte Ignaz Franz Castelli, Giesecke n'était pas extraordinaire en tant qu'acteur. Il « n'avait pas de spécialité particulière et jouait les rôles qui se présentaient ». Ses fonctions dans la compagnie de Schikaneder étaient plutôt celles d'un metteur en scène et surtout celles d'un écrivain et poète. Selon Buch, il y avait trois auteurs dans la compagnie: Schikaneder en personne, sa femme Eleanor, et Giesecke.
Giesecke a obtenu un premier succès avec son adaptation de Hüon und Amande de Friederike Sophie Seyler, basée sur une œuvre antérieure de Christoph Martin Wieland et mise en musique par Paul Wranitzky. Ce fut le premier opéra joué par la troupe de Schikaneder dans leur nouveau théâtre et cela a établi une tradition dans la compagnie pour les opéras de contes de fées qui devait culminer deux ans plus tard dans l'opéra célèbre de Mozart, La Flûte enchantée. Oberon est semblable à La Flûte enchantée dans son intrigue et ses personnages, et un certain nombre de chanteurs qui ont participé à Oberon ont joué plus tard des rôles similaires dans l'opéra de Mozart. Comme Giesecke n'avait pas reconnu sa dette envers Sophie Seyler, il a été critiqué par la suite pour son « plagiat ».
Plus tard, Giesecke a traduit en allemand les livrets italiens des opéras de Mozart Le nozze di Figaro (1793) et Così fan tutte (1794). Au total, il a écrit les livrets pour plus de quinze opéras de divers compositeurs entre 1789 et 1800.
En tant qu'acteur, on se souvient de Giesecke pour avoir figuré lors de la création le 30 septembre 1791 de la Flûte enchantée. Il y a joué le rôle essentiellement parlé du premier esclave. Plus tard, il aurait prétendu être l'auteur du livret de cet opéra, qui est habituellement attribué à Emanuel Schikaneder.
Pendant ses années à Vienne, Giesecke est devenu franc-maçon, rejoignant la loge Zur wahren Eintracht, loge que fréquentait Mozart (qui appartenait à la loge Zur Wohlthätigkeit). On croit qu'il a été le librettiste de la Cantate maçonnique « Laut verkünde unsre Freude », KV. 623 (1791), œuvre écrite et interprétée lors d'une fête maçonnique au moment où la maladie finale de Mozart se déclarait. Le chef de la loge de Giesecke était Ignaz von Born, un scientifique distingué dont la spécialité était la minéralogie. D'autres minéralogistes éminents étaient également membres de cette loge et l'adhésion de Giesecke a manifestement rallumé son intérêt pour le sujet.
Quand Giesecke a finalement quitté Vienne (1800), il l'a fait peut-être pour échapper à des ennuis. Les archives qui nous sont parvenues, montrent que des poursuites avaient été lancées contre lui pour le non-paiement d'un an de loyer. Les effets personnels qu'il a laissés, ont été vendus en 1801 pour aider à couvrir cette dette.

## Recherches minéralogiques au Groenland
Le départ de Vienne coïncide avec un changement de carrière majeur: Giesecke abandonne le théâtre et se consacre à la minéralogie et au commerce des minéraux. En 1801, il étudie pendant un certain temps avec Abraham Gottlob Werner à la Bergakademie de Freiberg. Plus tard, sous le titre de Königlicher Preussischer Bergrat, il mène des enquêtes en Suède de 1803 à 1804 et en Norvège en 1805. Il s'installe finalement à Copenhague où il travaille comme marchand de minéraux et collectionneur.
Il obtint l'approbation du roi danois Christian VII pour explorer la géologie des îles Féroé qu'il visita en 1805 et du Groenland. Ce dernier voyage a commencé en 1806. Giesecke a établi des relations amicales avec les esquimaux et a appris à voyager dans l'umiak, le bateau utilisé par les femmes esquimaudes. Il a exploré une grande partie du littoral de cette façon. Selon Mirsky, Giesecke « était frugal et passait son temps à tailler et à fendre des pierres du matin au soir ».
Scientifiquement, le voyage a été un succès. Ses recherches ont jeté les bases de la minéralogie groenlandaise{,}. Cependant, il a rencontré de nombreuses difficultés, y compris les rudes hivers du Groenland et la maladie. Beaucoup de problèmes rencontrés par Giesecke ont résulté des guerres napoléoniennes, qui ont atteint leur point culminant pendant son séjour. De retour à Copenhague, les collections existantes de Giesecke ont été détruites lorsque la flotte britannique a bombardé la ville. En 1806, Giesecke avait expédié une grande collection de minéraux à bord du navire danois Freuhlin, à destination de Copenhague. Le navire a été saisi comme prise de guerre par la Royal Navy, et la collection a été vendue aux enchères à Édimbourg en 1808.
Une autre conséquence de la guerre a été que le séjour de Giesecke au Groenland, initialement prévu pour une durée de seulement deux ans, s'est prolongé sept ans: les Britanniques avaient capturé la flotte danoise et Giesecke se trouvait dans l'impossibilité de rentrer chez lui. Son retour en Europe en août 1813 a dû être pittoresque. Selon Dent, il a débarqué à Hull, ressemblant probablement à Papageno, car ses habits européens étaient usés et il était habillé en eskimau avec des fourrures et des plumes.
La perte de l'expédition de 1806 a peut-être été finalement une bénédiction car elle a établi la réputation de Giesecke en Grande-Bretagne. La collection a été examinée par le minéralogiste Robert Jameson, qui, ignorant sa provenance, a conclu que cela ne valait rien. Ninian Imrie (en) et Thomas Allan ont soupçonné qu'un minéral blanc dans la collection était la rare cryolite et ont acheté le lot. Cependant, ce n'est que lorsque Martin Wormskjöld s'est été arrêté à Édimbourg en route vers le Groenland en 1812 qu'il a pu identifier le collectionneur comme étant Giesecke et la provenance de la collection comme étant celle du Groenland. Un autre minéral dans la collection a été nommé plus tard allanite d'après Thomas Allan. Ainsi, la valeur de la collection a finalement été reconnue avant le retour de Giesecke en Europe.

## Recherches non minéralogiques au Groenland
Les voyages de Giesecke tout le long de la côte du Groenland se sont révélés importants du point de vue de la géographie. À son retour, il a été consulté par des marins comme John Franklin et William Scoresby, qui a joué un rôle dans la découverte éventuelle du Passage du Nord-Ouest, la route maritime célèbre insaisissable au nord de l'Amérique du Nord.
Il a également collecté des spécimens botaniques, y compris certaines espèces de bryophytes qui croissent sur les rochers.
Giesecke a recueilli des spécimens de Campanule du Groenland, en remarquant les nombreuses différences avec les formes européennes et les a envoyés au botaniste Lorenz Chrysanth von Vest. Celui-ci a identifié une nouvelle espèce et l'a nommée  Campanula gieseckiana  en l'honneur de Giesecke. La nouvelle espèce a été officiellement publiée par Römer et Schultes dans la 16e édition du Systema vegetabilium de Linné.
Enfin Giesecke a contribué à l'ethnographie et à l'histoire de la présence humaine au Groenland par ses observations sur les esquimaux et les restes d'établissements Vikings disparus.

## Professeur à Dublin
À son retour du Groenland, Giesecke manquait non seulement de vêtements européens, mais aussi d'argent et de revenus. Mais ses travaux scientifiques devaient entraîner un changement majeur dans sa vie. Thomas Allan avait déjà reconnu l'importance des collections de Giesecke et il a invité Giesecke à rester chez lui dans un quartier à la mode d'Édimbourg. C'est à cette époque que le portrait de Giesecke (montré ci-dessus) a été peint par le célèbre portraitiste Henry Raeburn. Après quelques semaines, Allan a encouragé Giesecke à demander une nouvelle chaire de minéralogie à la Royal Dublin Society. Malgré une concurrence sérieuse, Giesecke a obtenu le poste et est entré en fonction en 1813.
Giesecke ne connaissait pas l'anglais, mais son don des langues lui a permis de pallier ce manque par une étude rapide. Il a par la suite publié abondamment en anglais. Giesecke a continué à publier ses recherches passées et ainsi que d'autres écrits. En 1814, il a été admis à l'Ordre de Dannebrog par le roi Frédéric VI de Danemark. Désormais fixé en Irlande, il s'est fait appeler «Sir Charles Lewis Giesecke», indiquant ainsi l'honneur danois, et en utilisant les versions anglaises de l'allemand «Carl» et «Ludwig».

## Le voyage à Vienne et controverse au sujet de l'auteur deLa Flûte enchantée
En 1817, Giesecke obtient un congé de son poste et entreprend un long voyage. Il a d'abord visité Copenhague afin de régler des questions personnelles laissées en suspens après son départ pour le Groenland, onze ans plus tôt. Il est alors tombé malade, et « sa vie semblait menacée » (Berry). Il s'est cependant rétabli et a continué vers sa ville natale d'Augsbourg. Après plusieurs arrêts dans diverses villes allemandes sur son chemin, il a fini par revenir à Vienne.
Le but principal du voyage de Giesecke à Vienne était d'offrir une collection de spécimens minéralogiques à l'empereur d'Autriche, François Ier. Cette collection est aujourd'hui déposée au Weltmuseum Wien (Musée d'ethnologie de Vienne). Dans cette ville, Giesecke a retrouvé de vieilles connaissances du théâtre. Le ténor et directeur d'opéra Julius Cornet (de) était présent lors de ces rencontres (ainsi qu'Ignaz Seyfried, un ancien membre de la troupe Schikaneder). Cornet a rapporté - trois décennies plus tard, en 1849 - ce qui suit:
« À cette occasion, nous avons beaucoup appris sur le temps passé. Entre autres choses, nous avons appris que c'était lui (qui à l'époque appartenait à l'ordre interdit des francs-maçons) le véritable auteur du livret de La Flûte enchantée (ce que Seyfried soupçonnait d'ailleurs déjà). Je raconte tout cela selon ses propres déclarations et nous n'avions aucune raison d'en douter.... Beaucoup pensaient que c'était Helmböck qui avait collaboré avec Schikaneder. Mais Giesecke nous a aussi corrigé sur ce point. Il n'a attribué à Schikaneder que la création du personnage de Papageno ainsi que de celui de Papagena. »
Ces souvenirs rapportés ont suscité chez les musicologues des réactions très divergentes sur la question de savoir s'il faut croire ou non Cornet. Cela va de l'approbation sans réserve au rejet total de cette revendication de paternité, accompagné de commentaires divers sur le caractère de Giesecke. Certes, le propre témoignage de Mozart ne permet pas de soutenir la théorie de Giesecke. Dans le catalogue que Mozart a conservé de ses propres œuvres, il est noté que La Flûte enchantée est « un opéra allemand en deux actes » d'Emanuel Schikaneder. Cependant, il subsiste la possibilité raisonnable que Giesecke ait été un collaborateur non reconnu de Schikaneder. La troupe pratiquait fréquemment l'écriture en commun comme moyen d'accélérer la création de nouvelles œuvres.
Giesecke est retourné à Dublin à la fin de l'été 1819 et a repris ses fonctions de professeur.

## Recherches en Irlande
Au cours des années 1820, Giesecke a entrepris des recherches en minéralogie en Irlande: 1825 (Galway, Mayo, l'île d'Achill), 1826 (Donegal) et 1828 (Londonderry, Antrim, Tyrone, Down).

## Décès
Giesecke est resté à son poste à Dublin et a vécu jusqu'à l'âge de 71 ans. Sa disparition a été soudaine. Selon Dent, le 5 mars 1833, bien qu'il soit en mauvaise santé, il est sorti dîner à Dublin avec un ami, et après le dîner, il est retombé sur sa chaise. Il était décédé.
Giesecke ne s'est jamais marié et n'a apparemment pas laissé d'enfants.

## Œuvres

### Œuvres théâtrales
Le Grove Dictionary of Opera fournit la liste des œuvres de Giesecke pour le théâtre:
- (1789) Oberon, König der Elfen (Singspiel), Paul Wranitzky (version adaptée ou plagiat du Hüon und Amande (en) de Sophie Seyler (en))
- (1791) Die Wiener Zeitung (Singspiel), Franz Xaver Gerl et Benedikt Schack
- (1792) Das Schlaraffenland (Singspiel), Gerl and Schack
- (1794) Der travestirte Hamlet (pièce), Vincenc Tuček
- (1795) Idris und Zenide, Franz Xaver Süssmayr
- (1796) Die zwölf schlafenden Jungfrauen, Matthäus Stegmayer
- (1796) Uriels Glöcklein, Stegmayer
- (1796) Die Belagerung von Cythère (Le Siège de Cythère), traduction du Cythère assiégée de Christoph Willibald Gluck, avec des ajouts de Franz Anton Hoffmeister
- (1798) Amadis, der fahrende Ritter von Gallien, G. Stenzerl
- (1798) Agnes Bernauerin (burlesque), Ignaz von Seyfried
- (1799) Die Pfaueninsel, Seyfried et Stegmayer
- (1799) Der travestierte Aeneas (farce), Seyfried et Stegmayer
- (1800) Aeneas in der Hölle (travesty), Stegmayer
- (1801) Die Sonnenjungfrau (travesty), Seyfried et Stegmayer

### Œuvres scientifiques
- (1819) On the temporary residences of the Greenlanders during the winter season and on the population of north and south Greenland. Edinburgh: A. Constable.
- (1822) On Cryolite; a Fragment of a Journal. Edinburgh Philosophical Journal 6: 141–4.
- (1823) On the mineralogy of Disco Island. Transactions of the Royal Society of Edinburgh, 9: 263–272.
- (1824) On the Norwegian settlements on the eastern coast of Greenland, or Osterbygd, and their situation. Transactions of the Royal Irish Academy 14: 47–56.
- (1826) Account of a mineralogical excursion to the county of Donegal. Dublin: Royal Dublin Society.
- (1828) Second account of a mineralogical excursion to the counties of Donegal, Mayo, and Galway. Dublin: Royal Dublin Society.
- (1829) Account of a mineralogical excursion to the county of Antrim. Dublin: Royal Dublin Society.
- (1832) A descriptive catalogue of a new collection of materials in the museum of Royal Dublin Society. To which is added an Irish mineralogy. Dublin: Royal Dublin Society.
- (1861) Catalogue of a geological and geographical collection of minerals from the arctic regions from Cape Farewell to Baffin's Bay, lat. 59⁰ 14ʹ N., to 76⁰ 32ʹ N.. Dublin : McGlashan & Gill.
- (1878) Gieseckes Mineralogiske rejse i Grønland, ved F. Johnstrup. Med et tillæg om de grønlandske stednavnes retskrivning og etymologi af H. Rink. Edition: Hermed 3 kaart. Kjøbenhavn : B. Lunos bogtrykkerei.
- (1910) Bericht einer mineralogischen Reise in Groenland. ("Report on a mineralogical journey in Greenland") Meddelelser om Grønland 35: 1–478.